# Grimoald IV
Grimoald IV fou príncep de Benevent, successor de Grimoald III el 807.
Era de caràcter pacífic, però va adoptar envers el sobirà carolingi una actitud hostil i va refusar el tribut; la guerra entre Benevent i els francs es va reprendre, i per part dels segons les operacions van anar a càrrec del duc de Spoleto. Els detalls de la guerra no són coneguts. El 813, després d'una ambaixada dirigida per Adalard, Grimoald IV va acceptar negociar amb l'emperador Carlemany i a pagar-li tribut, obligant-se a desemborsar els tributs endarrerits (25.000 sous d'or). En endavant va restar en pau amb l'imperi i al pujar al tron Lluís el Pietós el 814 el va reconèixer i va confirmar el tribut anual (ara fixat en 7.000 sous d'or).
El 817 Grimoald fou mort en un complot dirigit pel comte de Colza, Radelchis, i per Sicó, gastald d'Aceranza. Aquest segon no era beneventí d'origen i sembla que era originari del ducat de Spoleto, i parent més o menys llunyà del rei llombard, i es creu que la seva mare va fugir cap a Benevent quan el ducat de Spoleto va caure en mans dels francs. Sembla que pel seu origen més noble, Sicó I va pujar al tron.